# Artàban d'Hircània
Artàban d'Hircània (grec antic: Ἀρτάβανος) fou un militar persa nadiu d'Hircània, capità de la guàrdia personal de Xerxes I de Pèrsia.
El desembre (o l'agost, segons les fonts) de l'any 465 aC Artàban va assassinar el rei en col·laboració amb un eunuc que tenia el càrrec de camarlenc, que alguns anomenen Espamitres i altres Mitridates, amb la intenció de posseir el tron de Pèrsia.
Xerxes havia tingut tres fills: Darios, Artaxerxes i Histaspes, aquest darrer absent, car era sàtrapa a Bàctria. Artàban va enganyar el príncep Artaxerxes dient que l'assassí de Xerxes era el seu germà Darios, que fins llavors era el suposat hereu, i el príncep, a la primera oportunitat, el va matar en revenja i es va fer proclamar rei per l'exèrcit. Artàban va tenir el poder de fet durant uns set mesos. Artàban va comunicar als seus fills la intenció de proclamar-se rei i assassinar Artaxerxes. Arribat el moment, va atacar Artaxerxes amb l'espasa, però el príncep només va resultar ferit lleument i a la lluita que va seguir, Artaxerxes va matar Artàban i el seu fill, tal com diu Diodor de Sicília. Histaspes, el germà d'Artaxerxes, es va revoltar contra Artàban, però quan va saber que el seu germà havia pres el control, s'hi va sotmetre.
Justí, que només coneixia dos germans, Darios i Artaxerxes, dona una versió diferent de la mort d'Artàban.